# 뿌리깊은나무들
뿌리깊은나무들 주식회사는 대한민국의 방송 프로그램 제작업체이다.

## 역사 및 현황
2010년 4월 28일에 설립되었으며, 2017년 6월 9일에 코넥스 시장에 상장되었다.

## 주요 작품

### 드라마
- 손의 흔적
- 육룡이 나르샤

### 영화
- 우주의 크리스마스